# Le Trésor des sept collines
Pour plus de détails, voir Fiche technique et Distribution.
Le Trésor des sept collines (titre original : Gold of the Seven Saints) est un film américain de Gordon Douglas, sorti en 1961.

## Synopsis
Au Mexique, Jim Rainbolt et Shaun Garrett découvrent de l'or. Sur le chemin du retour aux États-Unis, ils sont attaqués par la bande de McCraken mais sont sauvés par Doc Gates et Gondora. McCraken les kidnappe et tue Doc Gates. Quant à Gondora, il élimine McCraken dans l'espoir de récupérer l'or. Les deux aventuriers parviennent à s'enfuir avec le butin…

## Fiche technique
- Titre original : Gold of the Seven Saints
- Réalisation : Gordon Douglas
- Scénario : Leigh Brackett, Steve Frazee et Leonard Freeman d'après le roman de Steve Frazee
- Directeur de la photographie : Joseph F. Biroc en Warnerscope noir et blanc
- Montage : Folmar Blangsted
- Musique : Howard Jackson
- Production : Leonard Freeman pour W.B.
- Genre : Aventure, Western
- Pays de production :  États-Unis
- Durée : 88 minutes
- Dates de sortie :
  - États-Unis : 18 février 1961
  - Allemagne de l'Ouest : 30 juin 1961
  - Mexique : 21 juin 1962

## Distribution
- Clint Walker (VF : Jean Amadou) : Jim Rainbolt
- Roger Moore (VF : René Arrieu) : Shaun Garrett
- Letícia Román (VF : Nicole Favart) : Tita
- Robert Middleton (VF : Claude Péran) : Amos Gondora
- Chill Wills (VF : Pierre Morin) : Doc Wilson Gates
- Gene Evans (VF : Jean Clarieux) : McCraken
- Roberto Contreras (VF : Jean Berton) : Armenderez
- Jack C. Williams : Ames
- Art Stewart (VF : Jean Daurand) : Ricca
- Nestor Paiva (VF : Georges Hubert) : un homme de McCraken
- Christopher Dark (VF : Pierre Leproux) : Frank